# Tu viện Thánh Catarina (Sinai)
Tu viện Thánh Catarina (tiếng Hy Lạp: Μονὴ τῆς Ἁγίας Αἰκατερίνης Moni TIS Agìas Ekaterìnis, tiếng Ả Rập: دير القديسة كاترينا) còn có tên là Santa Katarina là một tu viện nằm tại một hẻm ở chân núi Sinai, thuộc thành phố Saint Catherine, phía nam bán đảo Sinai, Đông bắc Ai Cập. Đây là một trong những tu viện lâu đời nhất thế giới còn tồn tại và là địa điểm linh thiêng của cả ba tôn giáo lớn trên thế giới là: Công giáo, Hồi giáo và Do Thái giáo. Tu viện được đặt theo tên của Thánh Catarina thành Alexandria.
Tu viện được xây dựng vào thế kỷ thứ 6 được xây dựng theo phong cách kiến trúc Byzantine, với các biểu tượng của đạo Công giáo. Địa điểm xây dựng là một nơi khắc nghiệt với truyền thống định cư ngay từ thời kỳ đồ đồng sớm (3000 năm TCN). Chính vì vậy, nó đã trở thành một địa điểm linh thiêng tôn giáo yêu thích của những người hành hương.

## Di sản
Tu viện bảo tồn bộ sưu tập các bản thảo lớn thứ hai trên thế giới, sau Thư viện Vatican. Bao gồm các bản thảo được ghi chép bằng tiếng Hy Lạp, Ả Rập, Armenia, Coptic, Do Thái, Georgia, và cả các văn bản Aramaic. Nổi bật nhất là bản thảo viết tay Codex Sinaiticus có từ thế kỷ thứ 4 được tìm thấy ở đây, là bản thảo lâu đời nhất được tìm thấy của Kinh Thánh, hay là bản sao Achtiname điều lệ của nhà tiên tri Muhammad.
Tu viện là một trong những bảo tàng nghệ thuật tranh ghép cùng các biểu tượng nghệ thuật lớn trên thế giới với những tác phẩm (120 tác phẩm) được vẽ bằng chất liệu sơn dầu có niên đại từ thế kỷ thứ 5, 6 mang phong cách Nghệ thuật của các cuộc Thập tự chinh.

## Hình ảnh

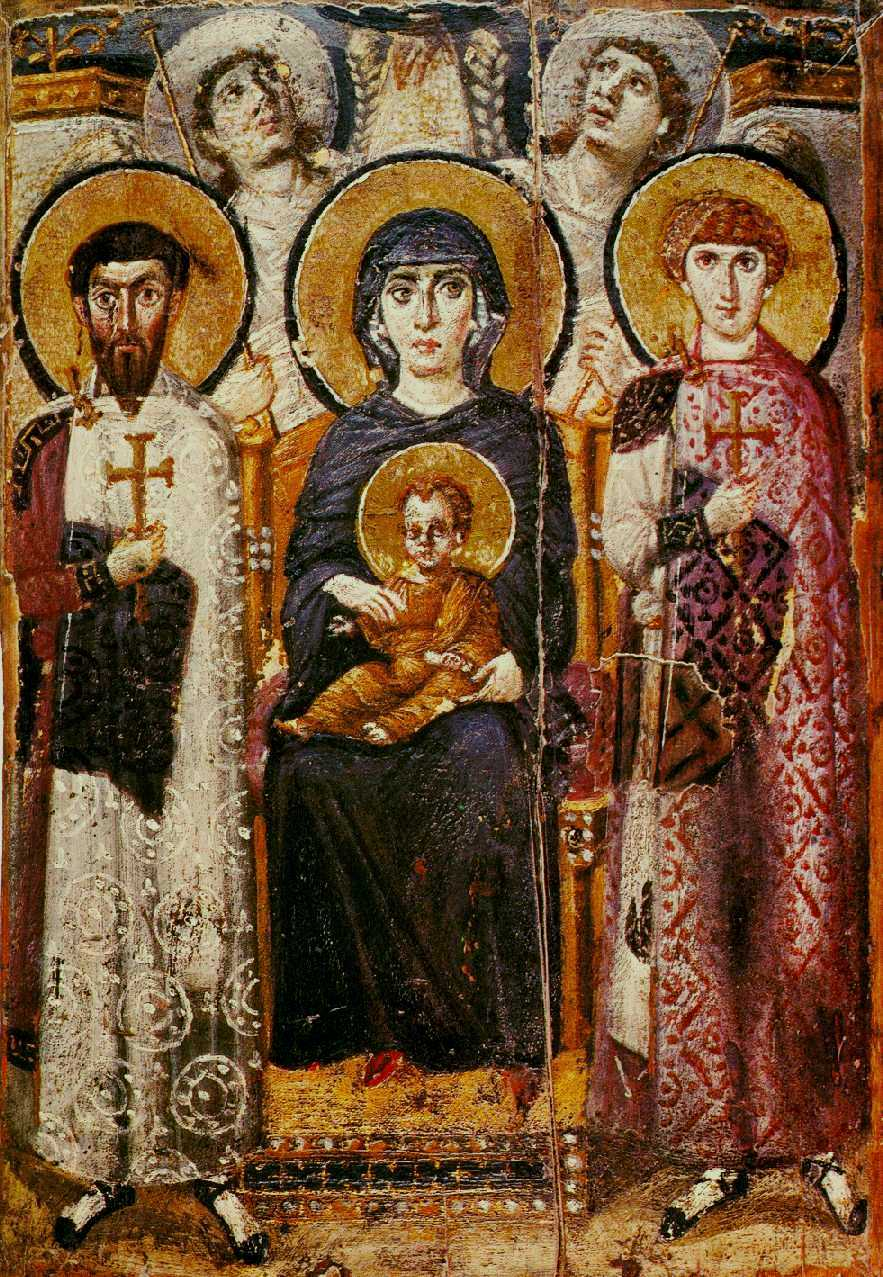
Biểu tượng Đức Trinh Nữ lên ngôi với trẻ em và các thánh, thế kỷ 6
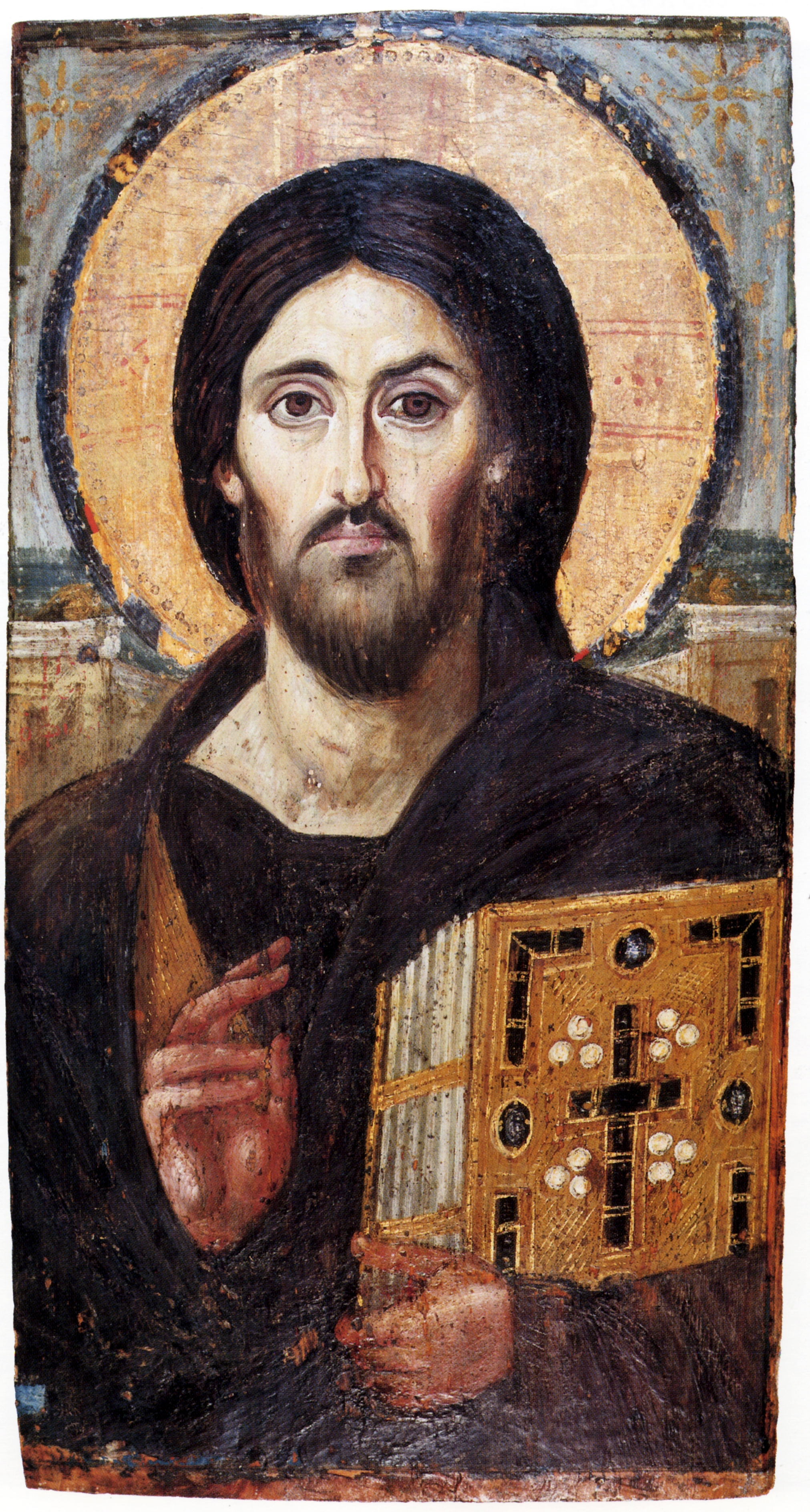
Christ Pantocrator một trong những biểu tượng lâu đời nhất trên thế giới
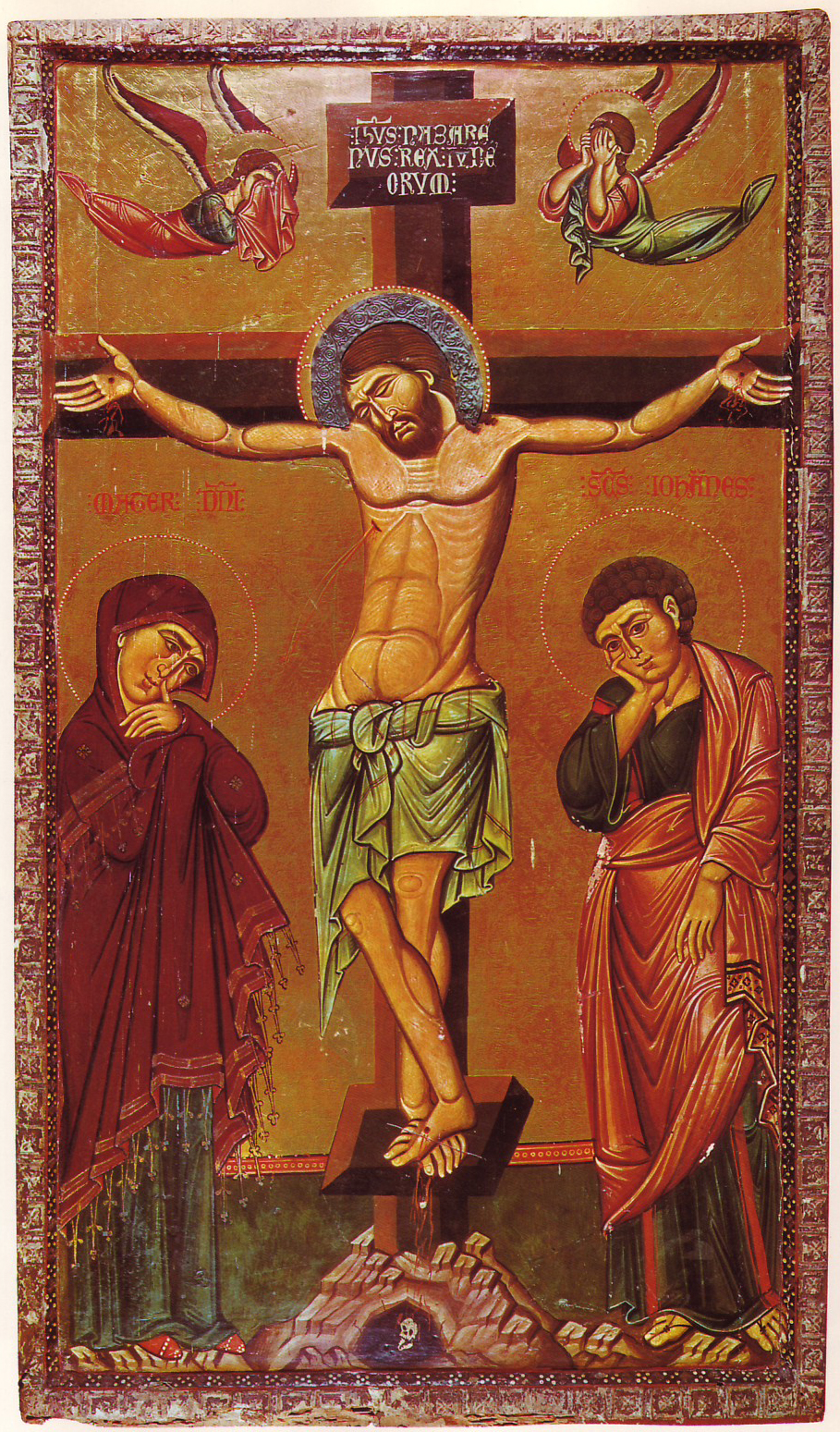
Đóng đinh, thế kỷ 13
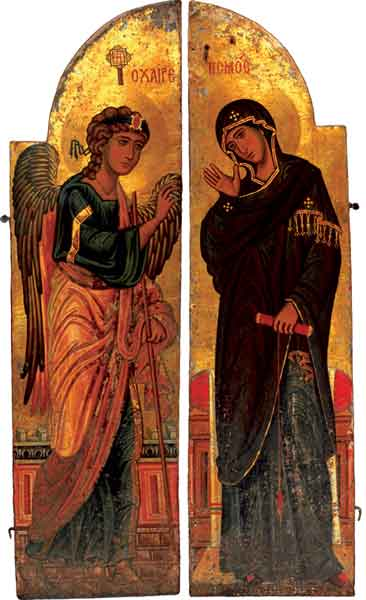
Cửa thánh
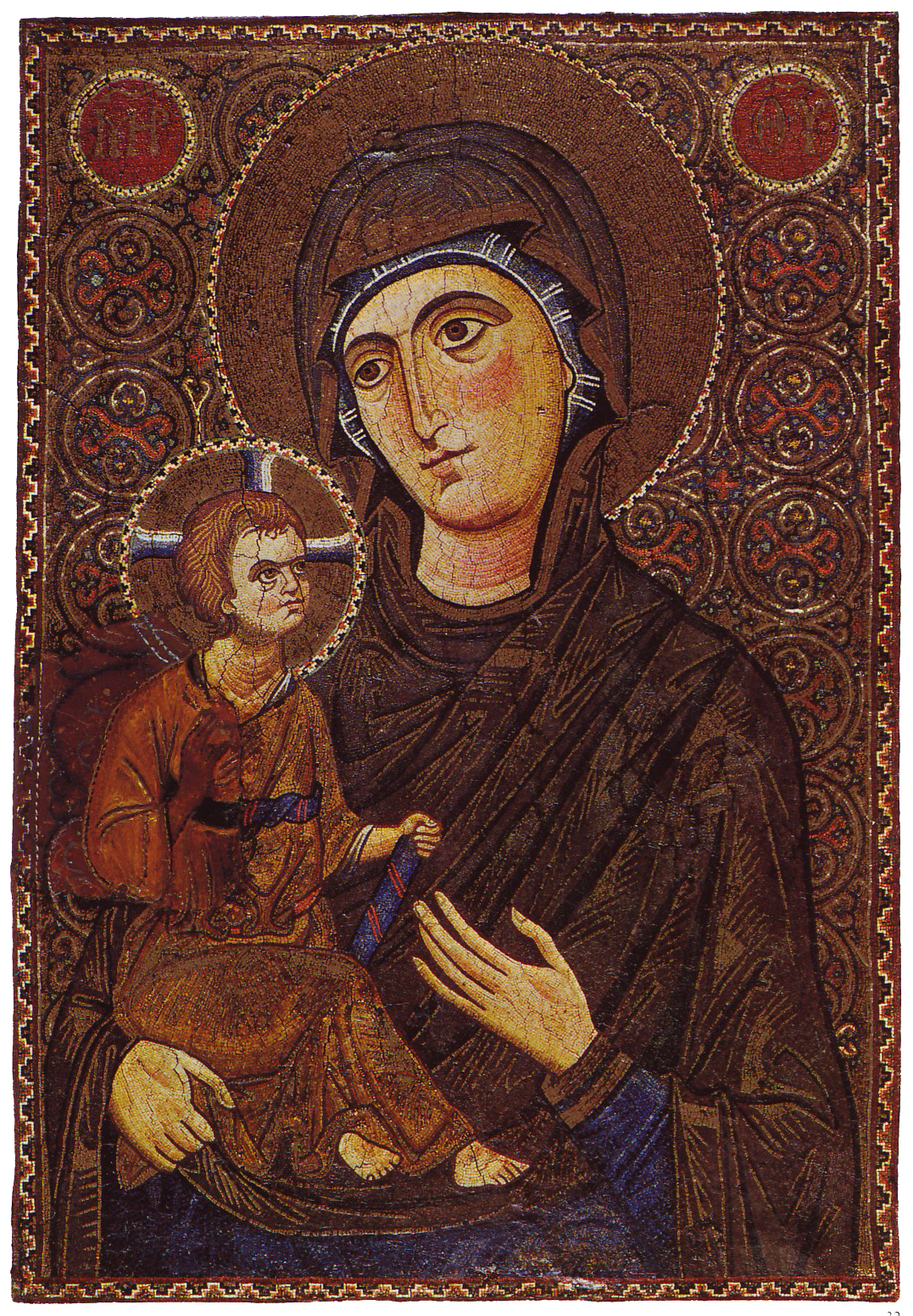
Madonna và trẻ em, thế kỷ 13
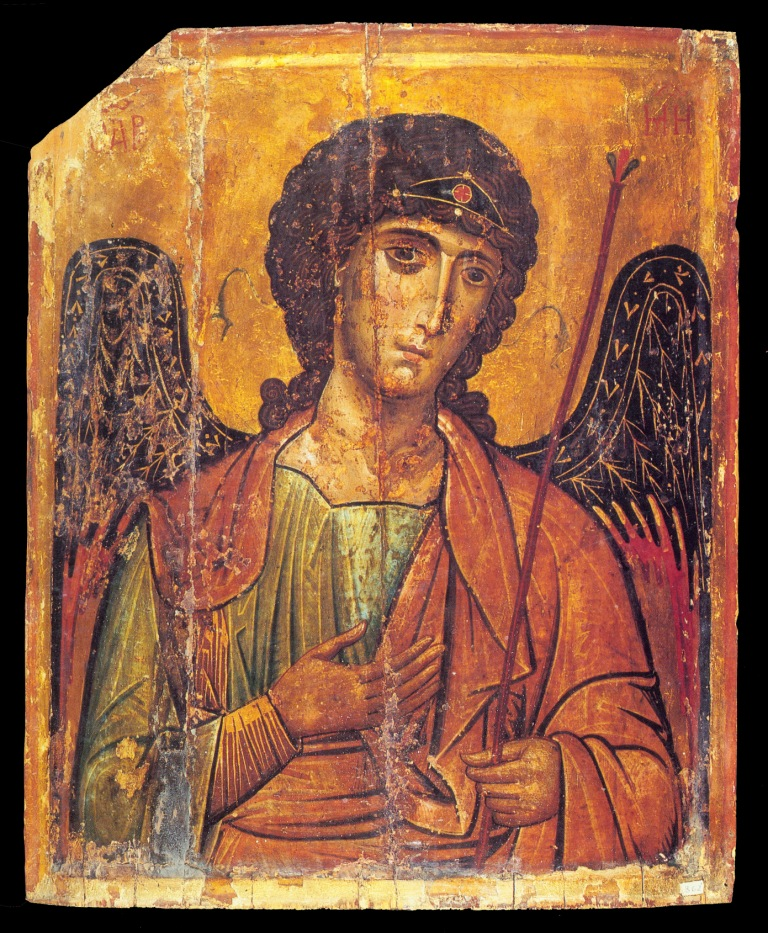
St. Michael, thế kỷ 13
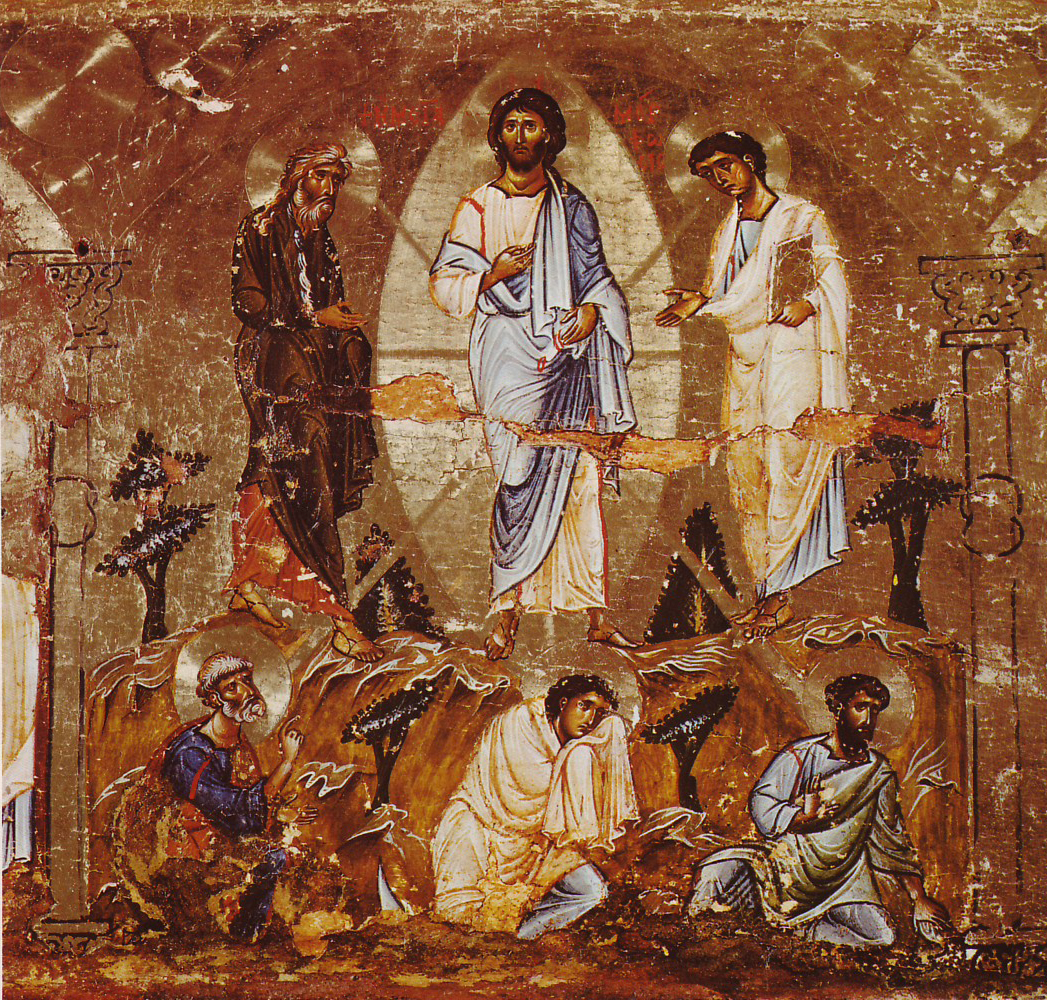
Biến hình, thế kỷ 12
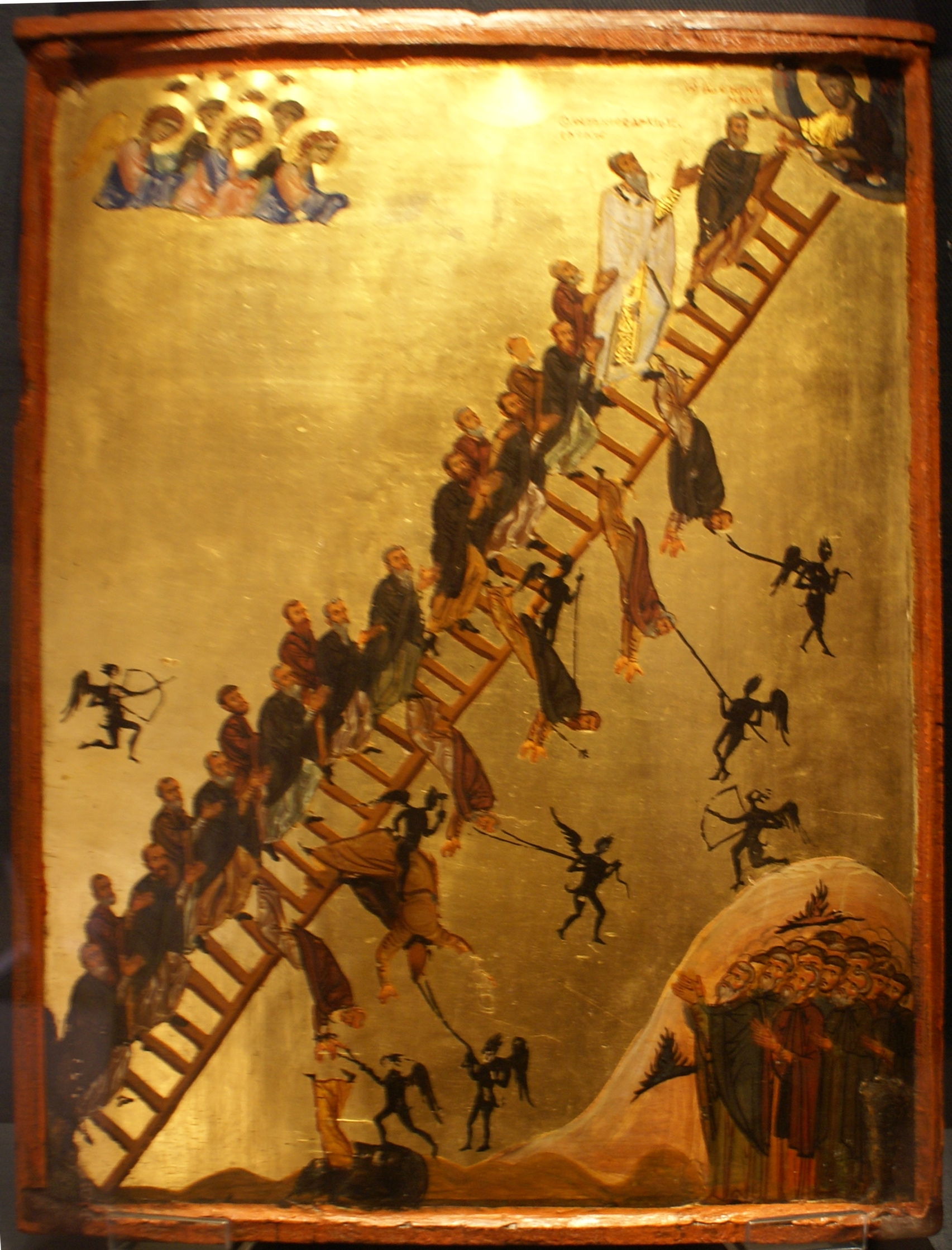
Ladder của Ascent Divine
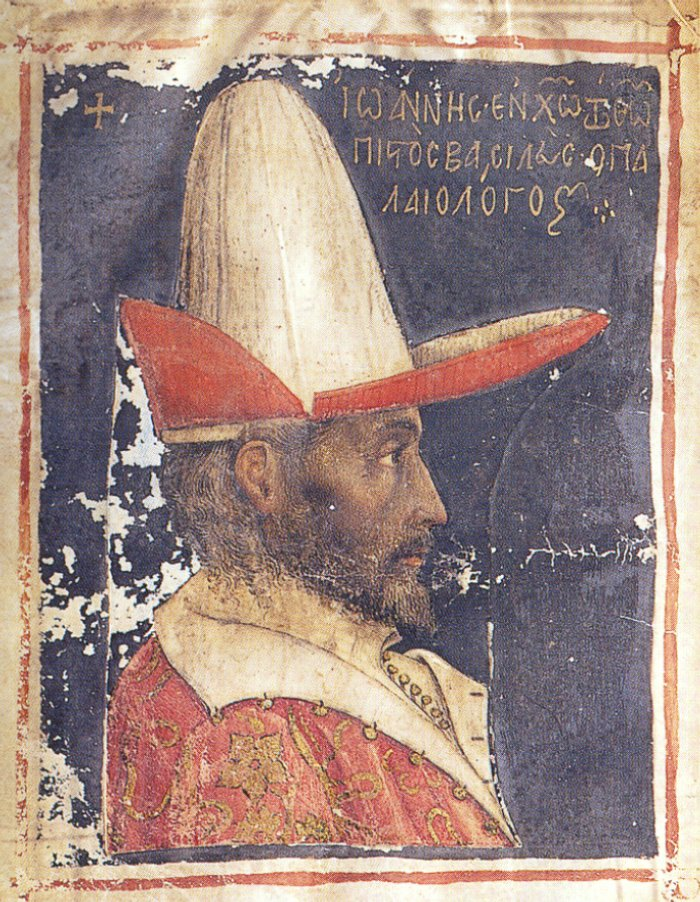
Hoàng đế John VIII Palaiologos
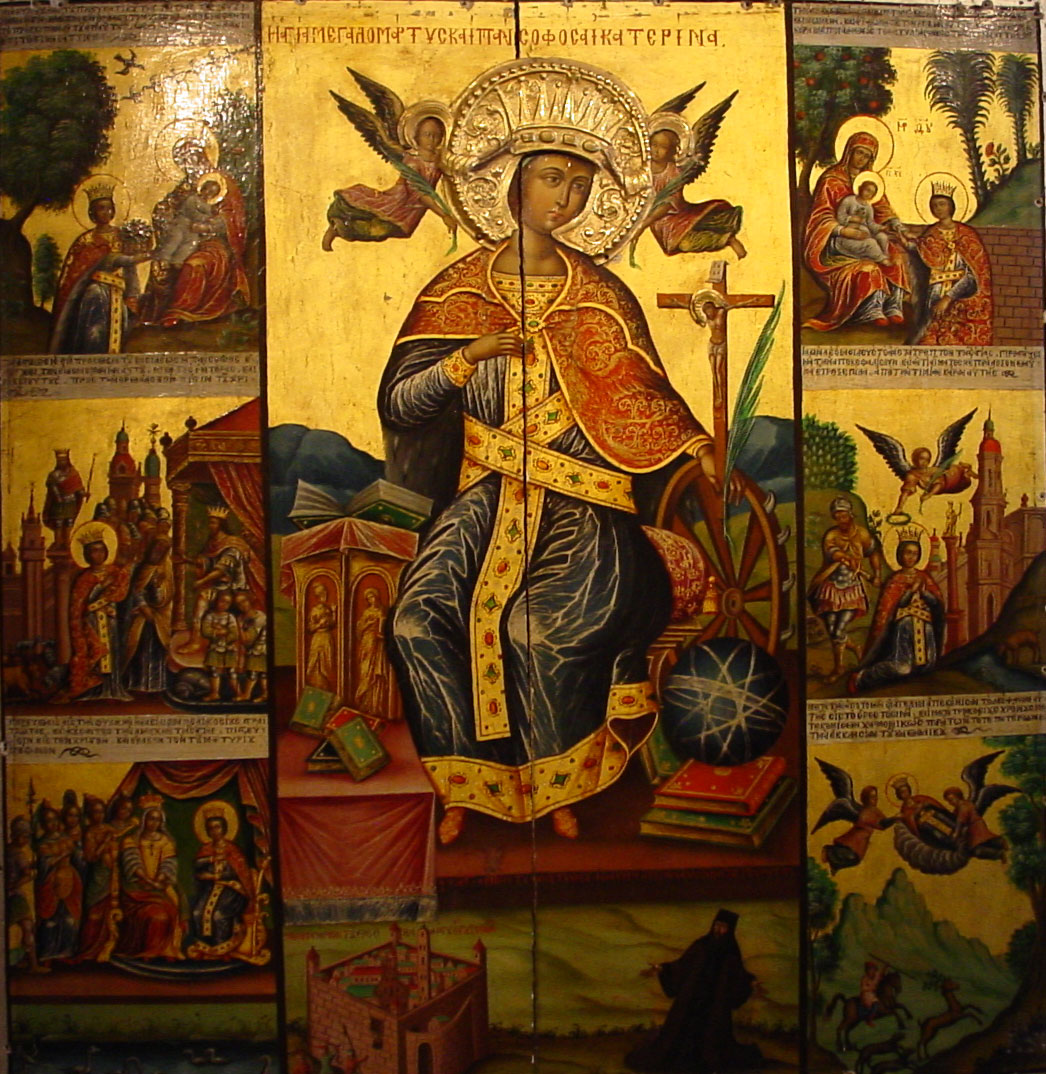
Biểu tượng Catherine